# Scandiumnitrid
Scandiumnitrid (ScN) ist eine anorganische chemische Verbindung aus der Gruppe der Nitride mit dem Metall Scandium und stellt einen III-V-Verbindungshalbleiter mit indirekter Bandlücke dar. Scandiumnitrid ist ein Kristall mit kubischer Kristallstruktur, einer Gitterkonstante von 0,451 nm und wird mittels Kristallzucht auf einer Folie aus Wolfram gewonnen. Das Halbleitermaterial weist eine indirekte Bandlücke von 0,9 eV und eine direkte Bandlücke mit 2 eV bis 2,4 eV auf.
Scandiumnitrid wird in der Halbleiterindustrie unter anderem bei elektronischen Bauelementen wie Feldeffekttransistoren als Gate-Material eingesetzt, da es sich gut auf die Isolationsschichten wie Siliziumdioxid (SiO2) oder Hafniumdioxid (HfO2) aufbringen lässt. Weiters wird es als Legierungsbestand bei Nichteisenmetallen eingesetzt.